# Маликов, Владимир Филиппович
Владимир Филиппович Маликов (13 июня 1925 — 26 октября 2002) — передовик советского машиностроения, механик по испытаниям ОКБ-52 Государственного комитета по авиационной технике СССР, город Реутов Московской области, Герой Социалистического Труда (1963).

## Биография
Родился в 1925 году в деревне Фёдоровское, ныне территория города Москвы в семье русских. Завершил обучение в средней школа, а также фабрично-заводском училище.
В 1942 году трудоустроился на опытный завод № 155 Наркомата авиационной промышленности СССР. Работал слесарем, мотористом, слесарем-сборщиком. На этом заводе создавались все опытные модели и испытывались узлы и агрегаты для самолётов МИГ.
С 1955 году трудился в Научно-исследовательском институте № 642. Здесь он работал механиком по испытаниям, а также слесарем-испытателем по измерительным приборам. Являлся непосредственным участником всех испытаний баллистических ракет, ряда крылатых ракет морского и наземного базирования, а также аппаратов для космической отрасли.
Указом Президиума Верховного Совета СССР от 28 апреля 1963 года (закрытым) за достижение высоких показателей в производстве Владимиру Филипповичу Маликову было присвоено звание Героя Социалистического Труда с вручением ордена Ленина и медали «Серп и Молот».
В общей сложности на этом предприятии Владимир Филиппович проработал 46 лет. Ушёл на заслуженный отдых в 2001 году.
Умер 26 октября 2002 года.

## Награды
За трудовые успехи был удостоен:
- золотая звезда «Серп и Молот» (28.04.1963)
- два ордена Ленина (26.06.1959, 28.04.1963)
- Орден Октябрьской революции (12.08.1976)
- другие медали.